# Oorlogsherinneringsmedaille 1914-1918 (Frankrijk)
De Oorlogsherinneringsmedaille 1914-1918 (Frans: Médaille commemorative de la guerre 1914-1918), meestal de Médaille des poilus genoemd, werd na de Eerste Wereldoorlog uitgereikt aan Franse officieren, onderofficieren, soldaten en matrozen. Bij uitzondering werd de medaille ook toegekend aan vreemdelingen en burgers die aan bepaalde eisen voldeden.
Officieel heet de medaille de Herinneringsmedaille aan de Grote Oorlog (Frans: "Médaille commémorative française de la grande guerre"). Deze naam werd dan ook in de stichtingswet opgenomen.

## Geschiedenis
In 1915 was het initiatief voor een herinneringsmedaille afkomstig van de Minister van Defensie Alexandre Millerand. Het ontwerp van de medaille, die "Médaille commémorative française de la Grande Guerre" zou moeten gaan heten, zou in een prijsvraag worden gekozen. De medaille zou, in de woorden van de minister, een "kostbaar souvenir aan de deelneming aan de oorlog en een tastbare herinnering aan de deelname aan die gigantische strijd" moeten worden.
Minister Millerand bepleitte het uitreiken van een voorlopige herinneringsmedaille aan gewonde militairen Daarvan kwam voorlopig niets. Een reglement voor de prijsvraag werd op 11 augustus 1916 vastgesteld. De medaille werd pas ingesteld in de Wet van 23 juni 1920. Daarin staat dat de onderscheiding toekomt aan alle militairen die tussen 2 augustus 1914 en 11 november 1918 dienstdeden. Ook de burgers die in dezelfde periode in het leger van het Ministerie van Binnenlandse Zaken waren ingelijfd kwamen voor de medaille in aanmerking.
De al in 1915 aangekondigde prijsvraag moest gaan uitmaken welke Franse graveur het ontwerp mocht leveren. Uiteindelijk werden 73 modellen aan de jury gepresenteerd, Zij kozen de inzending van Pierre-Alexandre Morlon. De prijsvraag had veel stof doen opwaaien nadat 29 januari 1921 een prestigieus tijdschrift, de veelgelezen L'Illustration, foto's van de zes inzendingen die de laatste ronde hadden gehaald had afgedrukt. De inzet van miljoenen Fransen aan het front en de interesse van de nabestaanden van de 1.398.000 doden maakten de keuze voor dit nationale eerbewijs uiterst actueel.

## Beschrijving van de medaille
De ronde bronzen medaille heeft een diameter van 33 millimeter. Op de voorzijde is in profiel een beeltenis van een jeugdige Minerva  met een infanteriehelm van het in 1914 gebruikte model afgebeeld. De helm is met lauweren bekroond en ze heeft een zwaard in haar linkerhand. Op de beugel die de medaille met het lint verbindt zijn lauweren en eikenbladeren afgebeeld.
Op de keerzijde staat "GRANDE GUERRE 1914-1918" met het rondschrift "REPUBLIQUE FRANÇAISE".
Oorspronkelijk werd door vrijwilligers een witmetalen gesp met het opschrift "ENGAGÉ VOLONTAIRE" op het lint gedragen. Deze gesp werd in 1935 vervangen door het Kruis voor Oorlogsvrijwilligers (Frans: "Croix du combattant volontaire 1914-1918").
De medaille werd na de Herinneringsmedaille aan Marokko (1909) maar voor de Herinneringsmedaille aan de Dardanellen en de Herinneringsmedaille aan de Oorlog in de Oriënt op de linkerborst gedragen.
Behalve de officiële medaille, met grote gesp, werd ook een afwijkende medaille met kleine beugel gefabriceerd, het  "Modèle de CHARLES". Er is ook een medaille met van voren de beugel een bal en ring bekend die het "type anneau-boule" wordt genoemd.

## Gerechtigden
De wet noemde meerdere categorieën van militairen en burgers die voor de Herinneringsmedaille aan de Oorlog 1914-1918 in aanmerking kwamen. Zij moesten Frankrijk in ieder geval tussen 2 augustus 1914 en 11 november 1918 in een aan leger en marine verbonden taak hebben gediend. De wet noemde:
- Alle Franse soldaten en matrozen en ook dienstdoende vreemdelingen aan boord van Franse oorlogsschepen
- Opvarenden van de koopvaardij die  een periode overeenkomend met hum mobilisatieperiode op schepen hebben gediend
- Ziekendragers, verplegers en verpleegsters, artsen, apothekers en administrateurs van de medische zorg die de krijgsmacht tussen 2 augustus 1914 en 11 november 1918 vrijwillig hebben gediend.
- De bij de staf van de strijdkrachten werkzame personen vermits deze ook 6 maanden in de oorlogszone hebben verbleven voor zaken als militaire tehuizen, kantines op spoorwegstations et cetera.
- De Ridders van Columbus, een Amerikaanse katholieke organisatie, vermits deze vrijwilligers ook 6 maanden in de oorlogszone hebben verbleven.
- Het Amerikaanse Rode Kruis vermits deze ook 6 maanden in de oorlogszone hebben verbleven
- Ambulancepersoneel uit Frankrijk en het buitenland dat de Franse krijgsmacht diende, vermits deze ook 6 maanden in de oorlogszone hebben verbleven.

De medaille werd ook toegekend aan:
- Franse en buitenlandse dames die tussen 2 augustus 1914 en 11 november 1918 gedurende zes maanden als chauffeuse, telefoniste of secretaresse werkten voor de krijgsmacht.
- burgerwachten, politieagenten en brandweerlieden in de gebombardeerde steden voor zover zij tijdens de bombardementen hun plicht vervulden.
- agenten van politie en inspecteurs van politie van Parijs en het Departement Seine. De staf van de nutsvoorzieningen van Parijs en de burgerwacht in Parijs die allen op 7, 9 en 19 augustus en op 21 september 1914 onder de krijgstucht werden geplaatst
- arbeiders uit de koloniën die in Frankrijk werkten aan de Franse landsverdediging.
- Fransen in het buitenland die, omdat ze niet in de Franse krijgsmacht konden dienen, dienst namen in een geallieerd leger[6].

Vreemdelingen moesten een verklaring laten zien waaruit bleek dat hun eigen regering geen bezwaar maakte tegen het toekennen van deze Franse Herinneringsmedaille.
Vanwege de grote aantallen gerechtigden, in de praktijk had bijna iedereen die tussen 2 augustus 1914 en 11 november 1918 soldaat, matroos, onderofficier, of officier was geweest recht op deze medaille, verliep de uitreiking niet bureaucratisch. Het was voldoende om je soldijboekje te laten zien. Iedereen die meende recht op deze onderscheiding te hebben mocht het lint al meteen na 23 juni 1920 dragen. Wanneer de juiste documenten ontbraken moest men contact met het Ministerie van Defensie opnemen.

## Protocol
De medaille werd op de linkerborst gedragen. Wanneer men op uniformen geen modelversierselen droeg, was een kleine rechthoekige baton in de kleuren van het lint voorgeschreven. De medaille werd ook als miniatuur met een doorsnede van 19 millimeter gedragen op bijvoorbeeld een rokkostuum.